# Tribunale costituzionale (Spagna)
Il Tribunale costituzionale (in spagnolo: Tribunal Constitucional), nell'ordinamento giuridico spagnolo, è un organo di giustizia costituzionale, preposto a verificare la conformità alla Costituzione delle leggi e degli atti aventi forza di legge.

## Statuto giuridico
È regolato dal titolo IX della Costituzione - articoli da 159 a 165 - così come dalla “Ley Orgánica 2/1979, de 3 de octubre, del Tribunal Constitucional”(LOTC). Secondo l'articolo 1 della LOTC, il Tribunale Costituzionale è indipendente nella sua funzione di interprete supremo della Costituzione ed è soggetto solo alla Costituzione e a tale legge. Inoltre, è unico nel suo ordine ed estende la sua giurisdizione in tutto il territorio spagnolo.

## Composizione

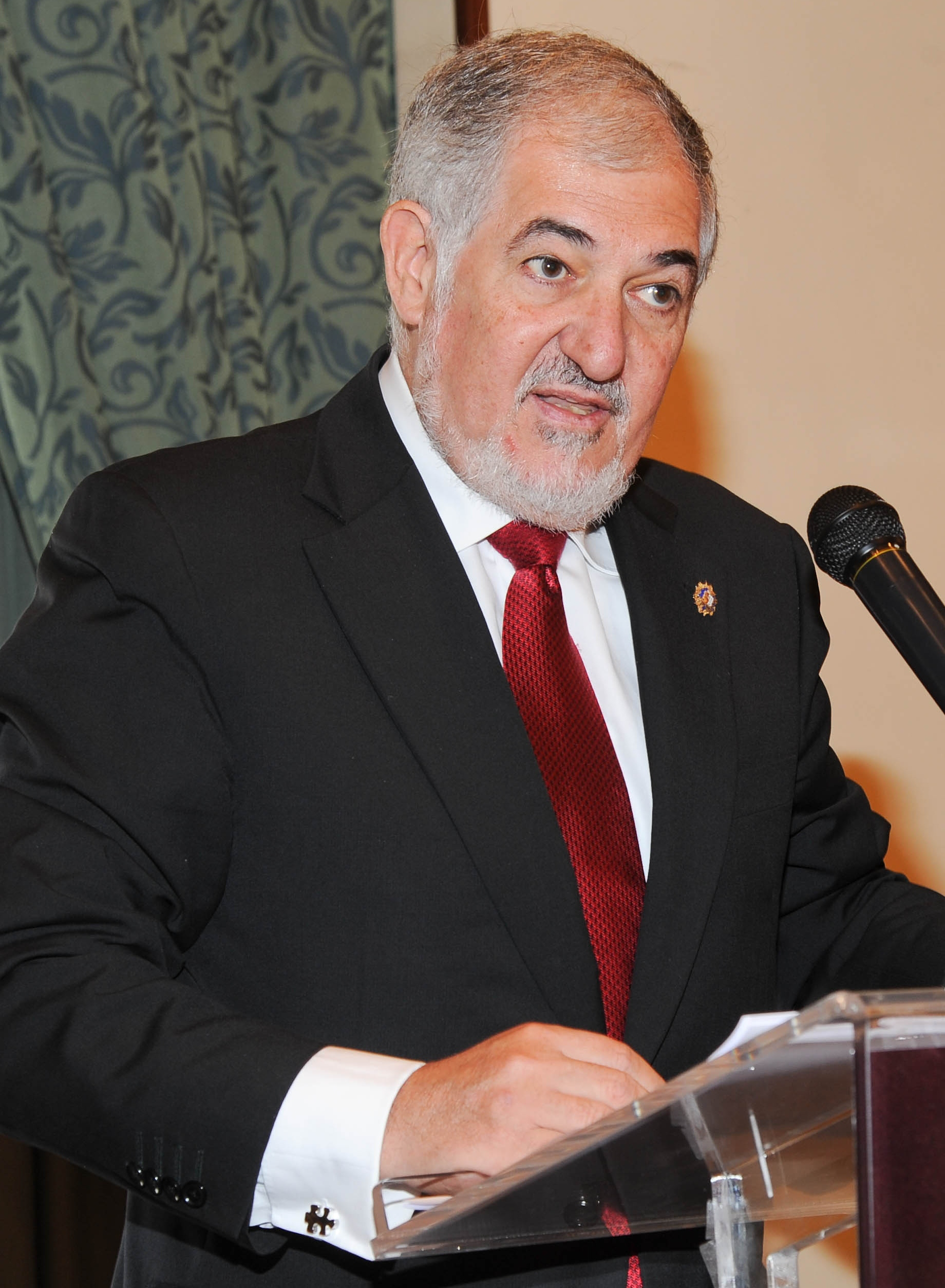
Cándido Conde-Pumpido, attuale presidente del Tribunale costituzionale della Spagna.

Il Tribunale costituzionale è composto da 12 giudici scelti, nominati dal re per un mandato di nove anni non rinnovabili. Quattro di loro sono scelti dal Congresso dei Deputati con la maggioranza di 3/5 dei membri della camera, quattro dal Senato con la maggioranza di 3/5 dei membri della camera, due dal Governo e due dal Consiglio generale del potere giudiziario.
Sono eleggibili a magistrato del Tribunale costituzionale tutti i giuristi dopo aver compiuto almeno quindici anni di esercizio professionale.
Il suo presidente è nominato dal re, su proposta del Tribunale stesso, rimane in carica per tre anni.
Il presidente in carica è Cándido Conde-Pumpido.

## Relazioni con il Tribunale Supremo
Anche se a volte può sembrare che il Tribunale costituzionale sia superiore al Tribunale Supremo, in realtà non è così. La loro relazione non è gerarchica ma competitiva. Tuttavia, de facto si può ritenere che vi sia una subordinazione del Tribunale Supremo nei confronti del Tribunale costituzionale, in merito alle competenze in cui quest'ultimo può annullare le risoluzioni del primo, cosa che, al contrario, non può accadere. Un esempio tra gli altri è la famosa sentenza nel “Caso Urbanor”, in cui il Tribunale costituzionale ha annullato la sentenza del Tribunale Supremo sullo stesso caso il 19 febbraio 2008.
Il Tribunale Supremo è il rango più alto all'interno della magistratura. Tuttavia, il Tribunale costituzionale è al di fuori di tale gerarchia e forma una propria categoria, con riconoscimento differenziato nella Costituzione. Il suo obbligo è quello di garantire il rispetto della Costituzione e per questo ha il potere di dichiarare nulle le leggi incostituzionali e di difendere il cittadino dalle violazioni dei suoi diritti fondamentali (appello di amparo).